# IPhone 5
De iPhone 5 is een smartphone ontworpen en op de markt gebracht door Apple Inc.
Op 12 september 2012 werd de iPhone 5 door Apple geïntroduceerd. De iPhone 5 werd sinds 21 september 2012 verkocht in de Verenigde Staten, Canada, het Verenigd Koninkrijk, Frankrijk, Duitsland, Australië, Japan, Hongkong en Singapore. Vanaf 28 september 2012 werd de iPhone 5 verkocht in nog meer landen waaronder Nederland en België.
De iPhone 5 heeft een Apple A6-chip en een 8 megapixelcamera. De iPhone 5 was in een zwarte en witte uitvoering verkrijgbaar en heeft 16, 32 of 64 GB aan opslaggeheugen.

## Nieuwe functies
De iPhone 5 werd aangekondigd op 12 september 2012 tijdens een speciaal evenement in San Francisco. De iPhone 5 heeft een hoger en dunner scherm gekregen, lightning aansluiting, een nieuwe snellere processor en werd geleverd met iOS 6. De iPhone 5 is lichter, heeft een betere camera aan de voorzijde, ondersteuning voor 4G-netwerken en maakt nu gebruik van nano-sim. Tevens is de glazen achterkant vervangen door geanodiseerd aluminium.

## Specificaties
| Scherm                | Beelddiagonaal van 4" (10,2 cm), resolutie van 1136 bij 640 pixels. Het scherm gebruikt een multitouch-touchscreentechnologie, heeft een resolutiedichtheid van 326 ppi en gebruikt de "Retina"-technologie van Apple. |
| Grootte               | 123,8 × 58,6 × 7,6 mm |
| Gewicht               | 112 gram |
| Besturingssysteem     | iOS 6 (voorgeïnstalleerd) t/m iOS 10.3.4 |
| Verbindingen          | Met de computer via een Lightning-dockconnector, wifi, Bluetooth |
| Netwerken             | GSM/GPRS/EDGE (850, 900, 1800, 1900 MHz), UMTS/HSPA+/DC-HSDPA (850, 900, 1900, 2100 MHz) LTE (Banden 1, 3, 5) |
| Capaciteit            | 16, 32 of 64 GB interne, niet uitbreidbare opslag. |
| Batterij              | Ingebouwd herlaadbare lithium-ionbatterij. Beltijd: 8 uur op 3G. Internet: 8 uur op 3G, 10 uur op wifi. Audio: 40 uur, video: 10 uur. In stand-by: 225 uur.                                                            |
| Camera                | Achterkant: 8,0 megapixel, foto en film (1080p) (30 fps), gezichtsherkenning, videostabilisatie, en led-flash. Voorkant: 1,2 MP foto's, 720p video's                                                                   |
| Kleur                 | Zwart of wit |
| Levering              | VS: 21 september 2012 - Benelux: 28 september 2012 |
| Huidige ondersteuning | iOS 10.3.4 (per 22 juli 2019 en tevens de laatste ondersteunde versie voor de iPhone 5) |